# Caballerocotyla klawei
Caballerocotyla klawei är en plattmaskart. Caballerocotyla klawei ingår i släktet Caballerocotyla och familjen Capsalidae. Inga underarter finns listade i Catalogue of Life.